# IC 4680
IC 4680 је спирална галаксија у сазвјежђу Паун која се налази на листи објеката дубоког неба у Индекс каталогу.
Деклинација објекта је - 64° 28' 34" а ректасцензија 18h 13m 29,5s. Привидна величина (магнитуда) објекта IC 4680 износи 13,1 а фотографска магнитуда 13,9. Налази се на удаљености од 56,127 милиона парсека од Сунца. IC 4680 је још познат и под ознакама ESO 103-9, AM 1808-643, PGC 61598.